# Trzęślica
Trzęślica (Molinia Schrank) – rodzaj roślin z rodziny wiechlinowatych. Należą do niego dwa gatunki. Występują one niemal w całej Europie, w zachodniej Azji (Kazachstan, Kaukaz, Azja Mniejsza i Bliski Wschód), w północno-zachodniej Afryce oraz w Etiopii. Oba gatunki z tego rodzaju występują także w Polsce.
Trzęślica modra, zwłaszcza w odmianie pstrolistnej 'Variegata', uprawiana jest jako ozdobna. Rzadziej w podobnym celu uprawiana jest trzęślica trzcinowata. Gatunki z tego rodzaju nie mają znaczenia jako trawy pastewne.

## Morfologia
PokrójTrawy z krótkimi rozłogami, w przypadku trzęślicy modrej gęstokępowe, o pędach kwiatostanowych osiągających do ok. 1 m, rzadko do 2 m wysokości.
LiścieW pączkach zwinięte, bez ostróg u nasady, z włoskami w miejscu języczka.
KwiatyZebrane w kwiatostany typu wiechy. Poszczególne kłoski zwykle są 2–5 kwiatowe, ze zredukowanym kwiatem szczytowym. Plewy krótsze od plewek, dolna 1-nerwowa, górna 3-nerwowa. Dolna plewka ma od 3 do 5 nerwów, a górna – 2. Pylniki są fioletowe.

## Systematyka
Synonimy taksonomiczne
Amblytes J. Dulac, Enodium Persoon ex Gaudin, Monilia S. F. Gray
Pozycja systematyczna
Rodzaj z rodziny wiechlinowatych (Poaceae), rzędu wiechlinowców (Poales). W obrębie rodziny należy do podrodziny Arundinoideae, plemienia Arundineae.
Wykaz gatunków
- trzęślica modra, t. jednokolankowa Molinia caerulea (L.) Moench)
- trzęślica trzcinowata Molinia arundinacea Schrank